# Ящірка ельбурська
Ящірка ельбурська (Lacerta defilippii) — представник рода Ящірок родини Справжні ящірки.

## Опис
Довжина тіла досягає 6 см, хвіст у 2 рази довше. Голова помітно стиснута. Міжщелепний щиток не торкається лобоносового. Верхньовійні щитки відокремлені від надочноямкового суцільним або перерваним рядком з 7-16 зерняток. Перший верхньоскронний щиток середньої довжини, тупо обрізаний ззаду, позаду нього 2-5 задньоскронних. Центральноскронний щиток невеликий. Між ним і середньої величини барабанним щитком в одному рядку 3-5 дрібних щитків. По середній лінії горла до коміра тягнеться 22-31 лусочка. Луска тулуба гладенька, слабко опукла. Навколо середини тулуба в одному рядку 43-60 лусочок. Луска, що вкриває гомілку, гладенька або слабкоребриста. Попереду великого анального щитка 2-3 збільшених преанальних або ж усі преанальні рівні за розміром. Стегнових пір 13-20.
Спина коричнювата, оливково-чорна або слабо-зеленувата. На ній розташовується утворена дрібними плямами темна смуга, яка проходить уздовж хребта або утворює по всій її ширині сітчастий візерунок. Темні смуги уздовж боків утворені рядками темних кіл з білуватими, на рівні грудей, блакитними центрами. Зустрічаються особини, у яких малюнок на тілі ледь вгадується. Черево, низ голови яскраво-червоного, білуватого забарвлення з невеликими блакитними плямами на крайніх черевних щитках.

## Спосіб життя
Полюбляє вологу місцину, скелі, каміння на схилах глибоких ущелин берегами річок, порослих розрідженою чагарниковою та деревною рослинністю. Відома до висоти 1500—1600 м над рівнем моря. Активна з квітня до жовтня. Харчується комахами та дрібними безхребетними.

## Розповсюдження
Мешкає у високогірній центральній частині хребта Копетдаг на півдні Туркменістану, Ірану, де широко поширена в східній половині Ельбурського хребта.